# Важенгово
Важенгово (пол. Warzęgowo) — село в Польщі, у гміні Волув Воловського повіту Нижньосілезького воєводства.
Населення — 308 осіб (2011).
У 1975-1998 роках село належало до Вроцлавського воєводства.

## Демографія
Демографічна структура станом на 31 березня 2011 року:
|          | Загалом | Допрацездатний вік | Працездатний вік | Постпрацездатний вік |
| -------- | ------- | ------------------ | ---------------- | -------------------- |
| Чоловіки | 151     | 36                 | 109              | 6                    |
| Жінки    | 157     | 34                 | 97               | 26                   |
| Разом    | 308     | 70                 | 206              | 32                   |